# Лессировка

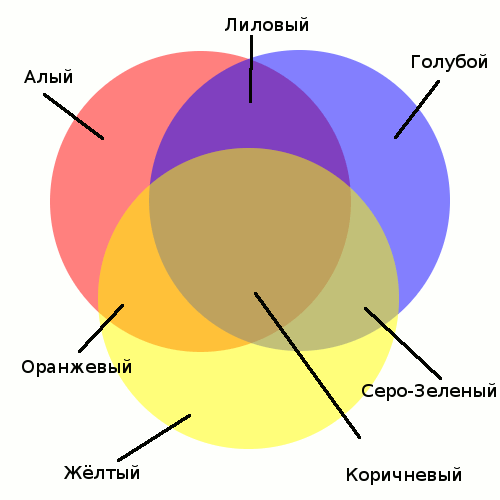
Цвета, получаемые при нанесении полупрозрачных красок друг на друга

Лессировка (нем. lasieren — делать блестящим, из лат. laseris — смолистое, блестящее вещество, блеск, лоск; не путать со словом «глазурь») — один из технических приёмов нанесения красок на основу «тонким, просвечивающим слоем, для чего в составе краски увеличивают количество связующего вещества — масла, лака, скипидара, олифы». Лессировочными называются специальные полупрозрачные краски, использующиеся в живописи, декоративном искусстве, строительстве и промышленном дизайне. Противоположная техника называется импасто.

## Техника лессировок в истории живописи

Леонардо да Винчи. Мона Лиза дель Джокондо. Деталь. 1503—1519. Лувр, Париж. Леонардо использовал технику лессировки для получения эффекта сфумато (дымки)

В искусстве живописи техника лессировки всегда имела важное значение. Сквозь тонкий лессировочный слой (или несколько последовательно накладываемых слоёв) просвечивает белый, серый либо красноватый грунт, определяющий тепло-холодные отношения тонов. Вплоть до начала XX века этот приём был одним из главных для получения необходимого цвета, эффектов светотени, тонкой нюансировки тональных отношений и валёров. Леонардо да Винчи использовал технику лессировки для получения эффекта сфумато (дымки). Эту технику совершенствовали «леонардески», Фра Бартоломео и маньеристы флорентийской школы.
Лессировками пользовались все старые мастера XV—XVII веков. В западноевропейском Средневековье с X века краски на высыхающих растительных маслах использовали для прописей лессировками по темперной живописи. Одним из первых мастеров, усовершенствовавших технику лессировки масляными красками, был нидерландский художник Ян Ван Эйк — вместе с братом Губертом он является автором знаменитого Гентского алтаря (1432). Вначале художники писали темперой, «затем наносили слой прозрачного клея и один или два слоя масляного лака, после чего приступали к живописи масляными красками». «Метод Ван Эйка» описан в «Книге об искусстве» (Il Libro dell’Arte) Ченнино Ченнини. «Смешанный способ живописи» использовал Леонардо да Винчи. Он писал сепией или коричневой темперой по белому грунту, моделируя объём, а затем лессировал цветом масляными красками.
Применение масляных красок позволило создавать невозможные в темпере и клеевой живописи тончайшие переходы, нюансы тонов, валёры. Новую технику стали применять другие нидерландские художники Северного Возрождения: Гуго ван дер Гус, Рогир ван дер Вейден, Ханс Мемлинг, Петрус Кристус. От нидерландцев эту технику переняли итальянские художники. На белый грунт наносился подготовительный рисунок (иногда с тональными моделировками сепией или тушью), который покрывали слоем прозрачного лака. После тщательной просушки рисунок лессировали несколько раз: сначала холодными тонами, а сверху, там, где это необходимо, тёплыми, придавая краскам «огонь». Иногда белый грунт покрывали «телесным тоном» — карнацией (от фр. carnation — телесный цвет) и только в отдельных местах, например в рисунке драпировок, лессировали цветом.
Для живописи малых голландцев XVII века характерен холодный, сероватого тона, тщательно отполированный грунт, просвечивающий сквозь многие слои красок. Такой грунт является источником отражённого света, усиливая яркость, светоносность красок. Именно в Голландии появилась жанровая разновидность почти монохромного «тонального пейзажа», написанного лессировками по белому или серому грунту.
Старые мастера внимательно следили за чистотой лессировочных слоев. Писать корпусно, пастозно, накладывая густые слои непросвечивающих красок, считалось дурным тоном.
В основу живописной техники старых фламандских мастеров (XV век) при переходе от работы темперой к масляным краскам была положена система нанесения многочисленных прозрачных и полупрозрачных лессировочных слоёв по светлому грунту, при этом создавались произведения с богатым колоритом и особой светоносностью. Лессировка у фламандцев была основным приёмом при моделировке «карнации» — изображения открытых участков человеческого тела.
В XVII—XVIII веках стали использовать красно-коричневый грунт: асфальт, болюс. Караваджо первым стал применять тёмный, почти чёрный грунт, работая по нему от тёмного к светлому. Отдельное название — вердаккио (итал. verdacchio — зеленоватый) — имеет техника лессировок градациями кричневого и зелёного тонов. Коричневым пишут тени, а светло-зелёным — света́, освещённые части формы. Такой способ характерен для художников проторенессанса умбрийской и флорентийской школ.
В дальнейшем академические художники сочетали пастозную и лессировочную техники. Света писали пастозно либо лессировками по белой «подкладке», тени — прозрачными слоями краски по нейтральному грунту или тёплому болюсу. Такая сложная техника позволяла вносить необходимые изменения по ходу работы, сохраняя принцип тепло-холодности живописи. Картину в смешанной технике, как правило, «доводили» многократными лессировками и покрывали лаком.

## В строительстве и декоре
Используется при окрашивании стен (например, ванных комнат). Чаще употребляется название «глизаль». Глизаль — прозрачная краска или лак, обладает длительным временем высыхания; наносится на ранее окрашенные поверхности для декоративного эффекта при внутренней отделке стен. Более длительное время высыхания нанесённого слоя краски позволяет легко и многократно (до одного часа, в зависимости от температуры и влажности) исправлять рисунок различными инструментами.
Глизаль также смешивается с непрозрачными красками для доведения их консистенции до полупрозрачности; такие краски также используются для декорирования.
Глизалью декорируется деревянная мебель, с её помощью создается эффект «состаренности» (например, в стиле «кантри») с нанесением рисунка, воспроизводящего текстуру материала.

### Особенности
Глизаль на алкидной основе отличается сильным запахом растворителя; водорастворимая глизаль сохнет быстрее.

### Приёмы работы с глизалью
- Загрунтовать поверхность и дать высохнуть.
- Нанести глизаль нужного цвета валиком или кистью и тут же начать декорирование (напр., «ушастым» валиком, резиновым «гребнем», твердым штрихующим предметом и т. д.).

На больших поверхностях работать лучше вдвоём; первый наносит глизаль, второй следом — декоративный эффект. Для работы с глизалью удобно использовать морскую губку, особенно если количество лессируемых слоёв больше двух. Она придаёт природную равномерность нанесению финишных слоёв. Нанесенную губкой глизаль необходимо растушевать кистью до получения желаемого сочетания цветов.